# 谢莉·拉德曼
谢莉·拉德曼（英語：Shelley Rudman，1981年3月23日—），英国女子钢架雪车运动员。她曾代表英国参加2006年、2010年和2014年冬季奥林匹克运动会钢架雪车比赛，其中2006年冬季奥运会获得一枚银牌。